# Jim Riley

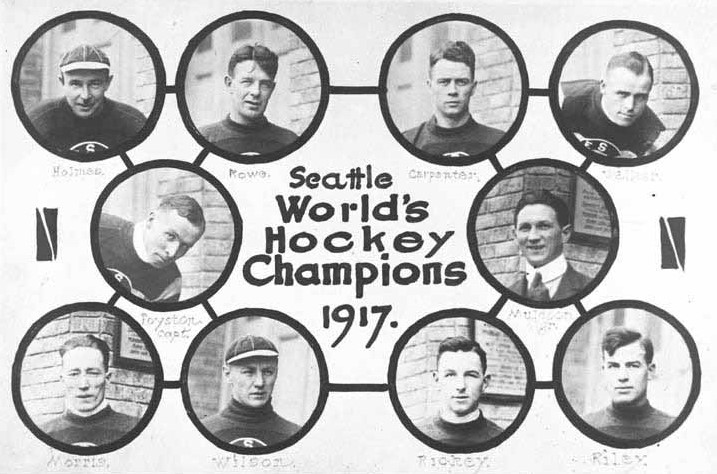
Jim Riley, längst ner till höger, med Seattle Metropolitans säsongen 1916–17.

James Norman Riley, född 25 maj 1895 i Bayfield, New Brunswick, död 25 maj 1969 i Seguin, Texas, var en kanadensisk professionell ishockeyspelare och basebollspelare.

## Karriär
Jim Riley spelade professionell ishockey som vänsterforward för Victoria Aristocrats, Seattle Metropolitans, Chicago Black Hawks och Detroit Cougars och Los Angeles Richfields åren 1915–1929. Riley spelade huvuddelen av sin ishockeykarriär för Seattle Metropolitans i Pacific Coast Hockey Association med vilka han var med och vann Stanley Cup 1917.
Som baseballspelare representerade Riley St. Louis Browns och Washington Senators i American League 1921 respektive 1923.

## Statistik
Cal-Pro = California Hockey League
| 1915–16            | Victoria Aristocrats   | PCHA               | 12  | 4  | 1  | 5   | 14  | –  | – | – | – | – |
| 1916–17            | Seattle Metropolitans  | PCHA               | 24  | 11 | 5  | 16  | 34  | –  | – | – | – | – |
|                    |                        | Stanley Cup        | –   | –  | –  | –   | –   | 4  | 0 | 0 | 0 | 3 |
| 1917–18            | Seattle Metropolitans  | PCHA               | 18  | 4  | 3  | 7   | 15  | 2  | 1 | 0 | 1 | 3 |
| 1919–20            | Seattle Metropolitans  | PCHA               | 22  | 11 | 4  | 15  | 49  | 2  | 1 | 2 | 3 | 0 |
|                    |                        | Stanley Cup        | –   | –  | –  | –   | –   | 5  | 0 | 1 | 1 | 0 |
| 1920–21            | Seattle Metropolitans  | PCHA               | 24  | 23 | 5  | 28  | 20  | 2  | 0 | 0 | 0 | 0 |
| 1921–22            | Seattle Metropolitans  | PCHA               | 24  | 16 | 2  | 18  | 27  | 2  | 0 | 0 | 0 | 3 |
| 1922–23            | Seattle Metropolitans  | PCHA               | 30  | 23 | 4  | 27  | 70  | –  | – | – | – | – |
| 1923–24            | Seattle Metropolitans  | PCHA               | 13  | 2  | 2  | 4   | 11  | 2  | 0 | 1 | 1 | 2 |
| 1926–27            | Chicago Black Hawks    | NHL                | 3   | 0  | 0  | 0   | 0   | –  | – | – | – | – |
|                    | Detroit Cougars        | NHL                | 6   | 0  | 2  | 2   | 14  | –  | – | – | – | – |
| 1928–29            | Los Angeles Richfields | Cal-Pro            | –   | 2  | 2  | 4   | –   | –  | – | – | – | – |
| PCHA totalt        | PCHA totalt            | PCHA totalt        | 167 | 94 | 26 | 120 | 240 | 10 | 2 | 3 | 5 | 8 |
| NHL totalt         | NHL totalt             | NHL totalt         | 9   | 0  | 2  | 2   | 14  | –  | – | – | – | – |
| Stanley Cup totalt | Stanley Cup totalt     | Stanley Cup totalt | –   | –  | –  | –   | –   | 9  | 0 | 1 | 1 | 3 |